# دیدنی‌ها
دیدنی‌ها یک برنامه تلویزیونی بود که در سال‌های دههٔ شصت و هفتاد با اجرای جلال مقامی، روزهای یکشنبه از شبکهٔ دو پخش می‌شد. غلامحسین میرزاده، تهیه کننده این برنامه بود و طرح و ایدهٔ اصلی این برنامه از سوی وی پیشنهاد شد.
پخشِ این برنامهٔ تلویزیونی از سال ۱۳۶۲ آغاز شد و به مدت ۱۲ سال ادامه یافت. این برنامه در آن سال‌ها که با دوران جنگ هشت ساله همزمان بود، به یکی از محبوب‌ترین برنامه‌های تلویزیونی در ایران تبدیل شد و در حال حاضر از آن به عنوان برنامه‌ای نوستالژیک یاد می‌شود. بخش‌های مختلف این برنامه از منابع مختلفی همچون: تولیدات داخلی، آرشیو صدا و سیما، دفاتر نمایندگی صدا و سیما در پاریس، لندن، بن و همچنین فیلم‌های ارسالی از سوی بینندگان گردآوری و پخش می‌شد.
موسیقی تیتراژ این برنامه نیز یکی از آهنگ‌های خاطره انگیز نزد بینندگان این برنامه به شمار می‌رود. این موسیقی با نام «عشق گل‌ها» توسط «ژوئل فاژرمن» آهنگ ساز فرانسوی ساخته شده و یکی از آهنگ‌های آلبوم «ماجراجویی گیاهان» بود که در سال ۱۹۸۲ برای یک برنامهٔ مستند طبیعی در فرانسه ساخته شده بود.

## واژه نامه
1. ↑  Flowers Love
2. ↑  Joël Fajerman
3. ↑  L'aventure des plantes